# Coniothyrium conicola
Coniothyrium conicola är en svampart som beskrevs av Vestergr. 1902. Coniothyrium conicola ingår i släktet Coniothyrium och familjen Leptosphaeriaceae.   Inga underarter finns listade i Catalogue of Life.